# Le scomunicate di San Valentino
Pour plus de détails, voir Fiche technique et Distribution.
Le scomunicate di San Valentino est un drame érotique et horrifique italien réalisé par Sergio Grieco et sorti en 1974.

## Synopsis
Au XVIe siècle, deux amoureux espagnols sont divisés par la rivalité de leurs familles. Bientôt, la jeune fille est envoyée de force dans un couvent. Le jeune homme la cherche, parvient à se cacher dans le couvent mais l'abbesse du couvent tombe amoureuse de lui, entravant ses recherches et conduisant la jeune fille à l'Inquisition.

## Fiche technique
- Titre original : Le scomunicate di San Valentino[1],[2],[3],[4] (litt. « Les Excommuniées de San Valentino »)
- Réalisation : Sergio Grieco
- Scénario : Sergio Grieco
- Photographie : Emore Galeassi
- Montage : Mario Gargiulo
- Musique : Lallo Gori
- Décors : Antonio Visone (it)
- Production :	Gino Mordini
- Studio de production : Claudia Cinematografica
- Pays de production :  Italie
- Langue originale : italien
- Format : couleurs par Telecolor - 2,35:1 - Son mono - 35 mm
- Genre : drame érotique et horrifique
- Durée : 91 minutes
- Dates de sortie :
  - Italie : 26 mars 1974

## Distribution
- Françoise Prévost : Abbesse Encarnación
- Jenny Tamburi : Lucita De Fuentes
- Franco Ressel : Don Alonso De Fuentes, père de Lucita
- Corrado Gaipa : l'inquisiteur Père Onorio De Mendoza
- Paolo Malco : Esteban Albornoz
- Adriana Facchetti :
- Calisto Calisti :
- Dada Gallotti :
- Bruna Beani : Josefa
- Alda Martano : sœur Rosario
- Piero Anchisi : Isidro
- Gino Rocchetti :
- Barbara Herrera :
- Maria Luisa Sala :
- Cinzia Greco :